# Marquesado de Castrillón
El marquesado de Castrillón es un título nobiliario español creado el 8 de abril de 2010, por el rey Juan Carlos I de España, a favor de Gonzalo Anes y Álvarez de Castrillón, doctor en Ciencias Económicas, profesor catedrático de Historia e Instituciones Económicas de la Universidad Complutense de Madrid, académico de Número de la Real Academia de Historia desde 1980 y su director desde 1998, caballero de honor y devoción de la Soberana Orden Militar y Hospitalaria de San Juan de Jerusalén, de Rodas y de Malta, caballero y trece de la Orden de Santiago e Hidalgo de España, gran-cruces de la Real Orden de Isabel la Católica y de la Orden Civil de Alfonso X el Sabio.

## Denominación
La denominación de la dignidad nobiliaria refiere al último de los dos apellidos maternos, por lo que fue universalmente conocida la persona a la que se le otorgó dicha merced nobiliaria.

## Carta de Otorgamiento
El título se le concedió por: 

«La extensa y brillante labor académica, investigadora y docente de don Gonzalo Anes y Álvarez de Castrillón, al servicio de España y de la Corona, merece ser reconocida de manera especial, por lo que, queriendo demostrarle mi Real aprecio,...»
Real Decreto 431/2010, de 8 de abril. Publicado en el BOE el 9 abril 2010.

## Armas
De merced nueva. Partido: 1.ª, en campo de plata, una torre donjonada de azur, aclarada de gules, adiestrada de un laurel, de sinople, sobre una peña de su color, a su vez sobre ondas de río, de azur y plata; 2.ª, en campo de oro, dos lobos pasantes, de gules, puestos en palo.

## Marqueses de Castrillón
|                            | Titular                            | Periodo                    |
| Creación por Juan Carlos I | Creación por Juan Carlos I         | Creación por Juan Carlos I |
| -------------------------- | ---------------------------------- | -------------------------- |
| I                          | Gonzalo Anes Álvarez de Castrillón | 2010-2014                  |
| II                         | Horacio Anes Álvarez de Castrillón | 2016-2018                  |
| III                        | María del Consuelo Anes Fernández  | 2018-actual titular        |

## Historia de los marqueses de Castrillón
- Gonzalo Anes Álvarez de Castrillón (1931-2014), I marqués de Castrillón, hijo de Alejandro Anes y Pérez del Pato, y de su esposa Magdalena Álvarez de Castrillón y Fernández-Labandera, doctor en Ciencias Económicas, profesor catedrático de Historia e Instituciones Económicas de la Universidad Complutense de Madrid, académico de Número de la Real Academia de Historia desde 1980 y su director desde 1998, caballero de honor y devoción de la Soberana Orden Militar y Hospitalaria de San Juan de Jerusalén, de Rodas y de Malta, caballero y trece de la Orden de Santiago e Hidalgo de España, gran-cruces de la Real Orden de Isabel la Católica y de la Orden Civil de Alfonso X el Sabio.

Le sucedió su hermano:
- Horacio Anes Álvarez de Castrillón, II marqués de Castrillón.

Casó con ... Fernández .... Le sucedió su hija:
- María del Consuelo Anes Fernández, III marquesa de Castrillón.